# Türkiye Futbol Federasyonu
Türkiye Futbol Federasyonu – ogólnokrajowy związek sportowy działający na terenie Turcji, będący jedynym prawnym reprezentantem tureckiej piłki nożnej, zarówno mężczyzn, jak i kobiet, we wszystkich kategoriach wiekowych w kraju i za granicą. Został założony w 1923 roku; w tymże roku przystąpił do FIFA i w 1962 roku do UEFA.